# Jules César (téléfilm, 2002)
Pour les articles homonymes, voir Jules César (homonymie).
Pour plus de détails, voir Fiche technique et Distribution.
Jules César (Julius Caesar) est un téléfilm en coproduction États-Unis, Allemagne, Italie et Pays-Bas, réalisé par Uli Edel, diffusé d'abord en décembre 2002 en Allemagne, puis les 29 et 30 juin 2003 sur TNT.

## Synopsis
Adaptation romancée de la vie de Jules César de 82 av. J.-C., alors qu'il a 18 ans, jusqu'à sa mort en 44 av. J.-C.

## Fiche technique
- Réalisation : Uli Edel
- Scénario : Peter Pruce et Craig Warner
- Photographie : Fabio Cianchetti
- Montage : Mark Conte
- Musique : Ruy Folguera et Carlo Siliotto
- Pays d'origine :  États-Unis,  Allemagne,  Italie,  Pays-Bas
- Langue originale : anglais
- Format : couleur - 1,33:1 - stéréo
- Genre : biopic historique
- Durée : 178 minutes
- Dates de sortie : 
  -  Allemagne : 27 décembre 2002
  -  États-Unis : 29 juin 2003

## Distribution
- Jeremy Sisto : Jules César
- Richard Harris : Sylla
- Christopher Walken : Caton d'Utique
- Valeria Golino : Calpurnia
- Chris Noth : Pompée
- Pamela Bowen : Aurelia Cotta
- Heino Ferch : Vercingétorix
- Tobias Moretti : Caius Cassius Longinus
- Samuela Sardo (it) : Cléopâtre
- Daniela Piazza (it) : Cornelia Cinna
- Nicole Grimaudo : Julia
- Sean Pertwee : Titus Labienus
- Ian Duncan (en) : Marcus Junius Brutus
- Jay Rodan : Marc Antoine
- Gottfried John : Cicéron

## Accueil
Le téléfilm a été vu par environ 3,6 millions de téléspectateurs pour la première partie et 3,1 millions pour la conclusion lors de sa première diffusion américaine.

## Accueil critique
Michael Speier, de Variety, estime que le téléfilm tient plus « du pur divertissement que de la leçon d'histoire » et qu'il tire pleinement parti de ses décors naturels en Bulgarie et à Malte, que les combats sont « parfaitement filmés et chorégraphiés », et que l'interprétation de Jeremy Sisto est « fonctionnelle mais peu spectaculaire ».